# Лозинский, Зигмунд
Зи́гмунд Лози́нский (бел. Зігмунд Лазінскі, пол. Zygmunt Łoziński; 5 июня 1870 — 26 марта 1932) — католический епископ, возглавлявший в первые годы советской власти епархию Минска (1917—1925) и епархию Пинска (1925—1932). Католической церковью открыт процесс его беатификации, епископу Лозинскому присвоен титул Слуга Божий.

## Биография
Зигмунд Лозинский родился 5 июня 1870 года в деревне Баратино под городом Новогрудок. Учился в гимназиях Варшавы и Петербурга. После завершения гимназии поступил в Санкт-Петербургскую католическую семинарию, продолжил обучение в Императорской Католической духовной академии. 23 июня 1895 года был рукоположен в священники.
После рукоположения преподавал в семинарии, служил в различных городах Российской империи. В 1898 году имел конфликт с российскими властями, результатом которого стала трёхлетняя ссылка в Аглонском монастыре. В 1900—1906 годах служил в приходах Смоленска, Тулы, Риги и Минска.
В 1906 году вернулся в Петербург и начал преподавать библеистику и иврит в семинарии и академии. С 1912 года продолжал обучение в университетах Италии (Рим), Германии и на Святой Земле. Будучи настоятелем храма св. Иоанна Крестителя, широко известного как Мальтийская капелла, Лозинский предоставил возможность для служения по византийскому обряду общине русских католиков во главе со священником Г. Верховским.
В 1917 году папа Бенедикт XV восстановил Минскую католическую епархию (существовала в 1798—1869 годах) и назначил Зигмунда Лозинского её епископом. 28 июля 1918 года состоялась епископская хиротония, которую возглавлял кардинал Александр Каковский. 6 декабря 1918 года в Минске провёл первое в истории католическое богослужение на белорусском языке.
В 1920 году епископ Зигмунд Лозинский был арестован советскими властями и одиннадцать месяцев провёл в московской «Бутырке». Освобождён после дипломатического давления польских властей, после освобождения уехал в Польшу. Минский диоцез, чья территория находилась в составе СССР, де-факто остался без епископа и прекратил существование. Лозинский был вынужден искать новую резиденцию, которой стал Пинск, после Рижского мирного договора 1921 года вошедший в состав межвоенной Польской Республики.
28 октября 1925 года апостольской конституцией «Vixdum Poloniae unitas» папы Пия XI был создан Пинский диоцез, а Зигмунд Лозинский назначен его епископом. Епископ Лозинский был основателем Пинской семинарии, впервые он предпринял попытку создать семинарию в 1918 году в Минске, в 1924 году была основана семинария в Новогрудке, которая после образования Пинского диоцеза переехала в Пинск. Епископ сам преподавал в семинарии библеистику и всячески способствовал её развитию.
Зигмунд Лозинский был одним из инициаторов судебных процессов по возврату Католической церкви храмов, насильственно переданных православным во времена Российской империи, известных как ревиндикации. Однако в отличие от многих радикальных сторонников ревиндикаций он придерживался умеренной позиции, призывая и католиков и православных довериться решениям светских судов. Православным клирикам он писал: «Мы представляем свои доводы и требуем, чтобы суд взвесил их, а равно и доказательства православного духовенства, и высказал своё решение. Возможно, что в одном деле окажется наша правда, а в другом — на вашей стороне будет справедливость».
26 апреля 1932 года епископ Лозинский скончался в Пинске. Первоначально был похоронен в крипте пинского кафедрального собора, после вхождения Пинска в состав СССР в 1939 году гроб с его телом был замурован в стену собора из-за опасности глумления.

## Почитание
В 1957 году в Католической церкви начался процесс беатификации Зигмунда Лозинского. Его считал своим небесным покровителем первый белорусский кардинал Казимир Свёнтек.
В 2017 году по случаю 60-летия начала процесса беатификации Зигмунда Лозинского Гуманитарно-просветительское общественное объединение «Содружество Полесья» обратилось с открытым письмом к католическому архиепископу, митрополиту Минско-Могилевскому Тадеушу Кондрусевичу с просьбой поспособствовать в скорейшем завершении процесса беатификации. В ответе на обращение Тадеуш Кондрусевич призвал всех верующих молиться за скорейшее решение Ватикана.